# Soroca
Soroca (ryska: Сороки Soroki, ukrainska: Сороки Soroky, polska: Soroki, jiddisch: סאָראָקע Soroke) är en stad vid floden Dnestr i distriktet Soroca i norra Moldavien. Staden hade 22 196 invånare (2014). På platsen låg under 1100- och 1200-talen en genuesisk koloni vid namn Olchionia. I staden finns en fästning uppförd år 1499 av den moldaviske fursten Stefan III bevarad.